# Malva cretica
Malva cretica es una especie de planta herbácea del género Malva, dentro de la familia Malvaceae, es nativa de la cuenca del Mediterráneo.

## Descripción
Es una hierba anual con tallos que alcanza un tamaño de hasta 0,8 m de altura, erectos, a veces postrados o ascendentes, híspidos, con pelos simples de base bulbosa y pelos estrellados. Hojas inferiores de 5-50 x 5-60 mm, suborbiculares, ± lobadas, largamente pecioladas, pecíolos de hasta 40 mm; en las superiores va disminuyendo el tamaño del pecíolo y están más profundamente divididas en 3-5 lóbulos, serrados, agudos, pubescentes. Flores de 1-1,5 cm de diámetro, todas solitarias. Mericarpos 12-15, 1,5-2,5 mm de diámetro, planos y lisos o ligeramente rugosos en el dorso, con numerosos surcos transversales en las caras laterales, glabros, de un castaño obscuro.

## Taxonomía
Malva cretica fue descrita por Antonio José de Cavanilles y publicado en Monadelphiae Classis Dissertationes Decem 5: 280, t. 138, f. 2. 1788.
Etimología
Malva: nombre genérico que deriva del Latín malva, -ae, vocablo empleado en la Antigua Roma para diversos tipos de malvas, principalmente la malva común (Malva sylvestris), pero también el "malvavisco" o "altea" (Althaea officinalis) y la "malva arbórea" (Lavatera arborea). Ampliamente descritas, con sus numerosas virtudes y propiedades, por Plinio el Viejo en su Historia naturalis (20, LXXXIV).
cretica: epíteto geográfico que alude a su localización en Creta.
Variedades aceeptadas
- Malva cretica subsp. althaeoides (Cav.) Dalby

Sinonimia
- Althaea hirsuta Sieber ex Steud.
- Dinacrusa cretica (Cav.) G.Krebs[5]

## Nombres comunes
- Castellano: campanita, malva (2), malvavisco, malvilla.(el número entre paréntesis indica las especies que tienen el mismo nombre en España)[6]